# Comissió Rogers

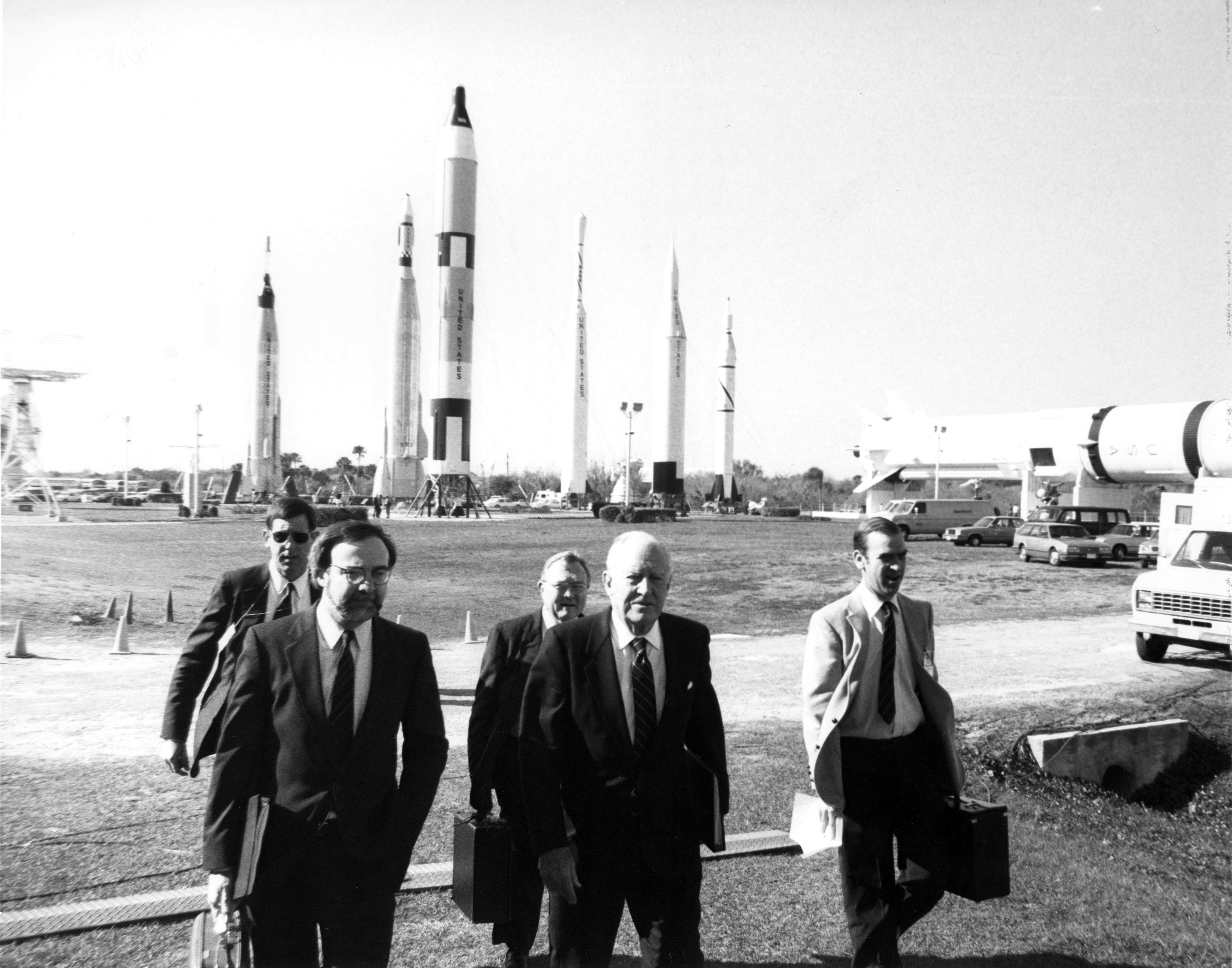
Els membres de la Commissió Rogers arriben al Centre Espacial Kennedy.

La Commissió Rogers, de nom oficial Commissió Presidencial sobre l'Accident del Transbordador Espacial Challenger) (en anglès Rogers Commission o Presidential Commission on the Space Shuttle Challenger Accident) fou una comissió presidencial estatunidenca formada per investigar l'accident del transbordador espacial Challenger 73 segons després d'enlairar-se el 28 de gener del 1986.
La comissió estava composta per:
- William P. Rogers (1913-2001), president, antic secretari d'estat dels Estats Units
- Neil Armstrong (nascut el 1930), vicepresident, antic astronauta
- Sally Ride (nascuda el 1951), antiga astronauta i ex-tripulant del Challenger, primera estatunidenca a l'espai
- David Acheson (nascuda el 1921), advocat
- Eugene Covert especialista aeronàutic, antic cap científic de la Força Aèria dels Estats Units
- Robert Hotz, especialista aeronàutic
- Richard Feynman (1918-1988), premi Nobel de Física.[3]
- Albert Wheelon
- Arthur B. C. Walker, Jr. (1936-2001) astrofísic
- Donald J. Kutyna, antic general de la Força Aèria dels Estats Units
- Robert Rummel
- Joe Sutter (nascut el 1921), enginyer aeronàutic, «pare» del Boeing 747
- Charles Elwood Yeager (nascut el 1923), pilot de proves de la Força Aèria dels Estats Units

## Informe de la comissió
La comissió lliurà un informe oficial de 225 pàgines el 9 de juny del 1986, documentant els factors tècnics i organitzacionals que conduïren a l'accident.
Determinà que la causa de l'accident fou la fallada d'una de les juntes tòriques del coet accelerador sòlid dret. La fallada de la junta permeté el pas de gasos calents pressuritzats que entraren en contacte amb el tanc extern, fet que en provocà la deflagració. Les juntes no havien estat dissenyades per tenir una elasticitat o estanquitat suficients per les baixes temperatures, com les que imperaven el dia del llançament.
També acusà la NASA i el seu subministrador Morton Thiokol, destacant la seva inacció per proporcionar una junta adequada. La comissió descobrí que, des del 1977, els enginyers de la NASA havien estat al corrent del problema de les juntes tòriques, així com del fet que això podia tenir conseqüències catastròfiques. Això dugué la Comissió Rogers a concloure que l'accident del Challenger fou «un accident arrelat a la història» (an accident rooted in history).